# Валеева, Юлия Фирдаусовна
Ю́лия Фирдау́совна Вале́ева (род. 18 мая 1991, Уфа) — российская шашистка, мастер ФМЖД среди женщин, мастер спорта России. Чемпионка России в быстрые шашки (2011 год), в командном зачёте (сб. Башкортостана, вместе с Еленой Мильшиной), лично-командный чемпионат России по международным шашкам среди женщин. Серебро чемпионата России по международным шашкам среди женщин
(командные соревнования, быстрая программа), д/о Колонтаево (Московская область), 18 ноября 2010 года (сб. Башкортостана, вместе с Айгуль Идрисовой). Серебро в личном зачёте на чемпионате России среди мужчин и женщин (личный с командным зачётом) в г. Суздаль (Владимирская область), 11—20.11.2012 (100).
В интервью газете «Республика Башкортостан», опубликованным 15.01.2008, главный тренер сб. Башкортостана и России Юрий Владимирович Черток предвидел перспективы шашек Башкортостана:
«10-летняя уфимка Азалия Сагитова, её землячка Юлия Валеева, которой 16 лет, ишимбайские девочки 12-летняя Айгуль Идрисова и 15-летняя Алия Аминова — вот наш задел на будущее. У юношей подтверждает свой яркий талант Айнур Шайбаков».